# 胡泽吾
胡泽吾（1906年—？），号一清、德润、寄平，江苏句容人。
胡泽吾自国立北平大学法学院毕业后赴日本留学，就读于东京大学法学部。后回国，抗日战争期间加入汪精卫政权，曾担任过国民党中央执行候补委员，上海特别市政府秘书处处长、粮食管理局局长、物资统制委员会委员，全国经济委员会委员，安徽省第一区行政督察专员、政务厅厅长，行政院副秘书长等职。
胡泽吾是周佛海的亲信，同时还是汪精卫政权另一政要罗君强的妹夫。